# Kleverlands

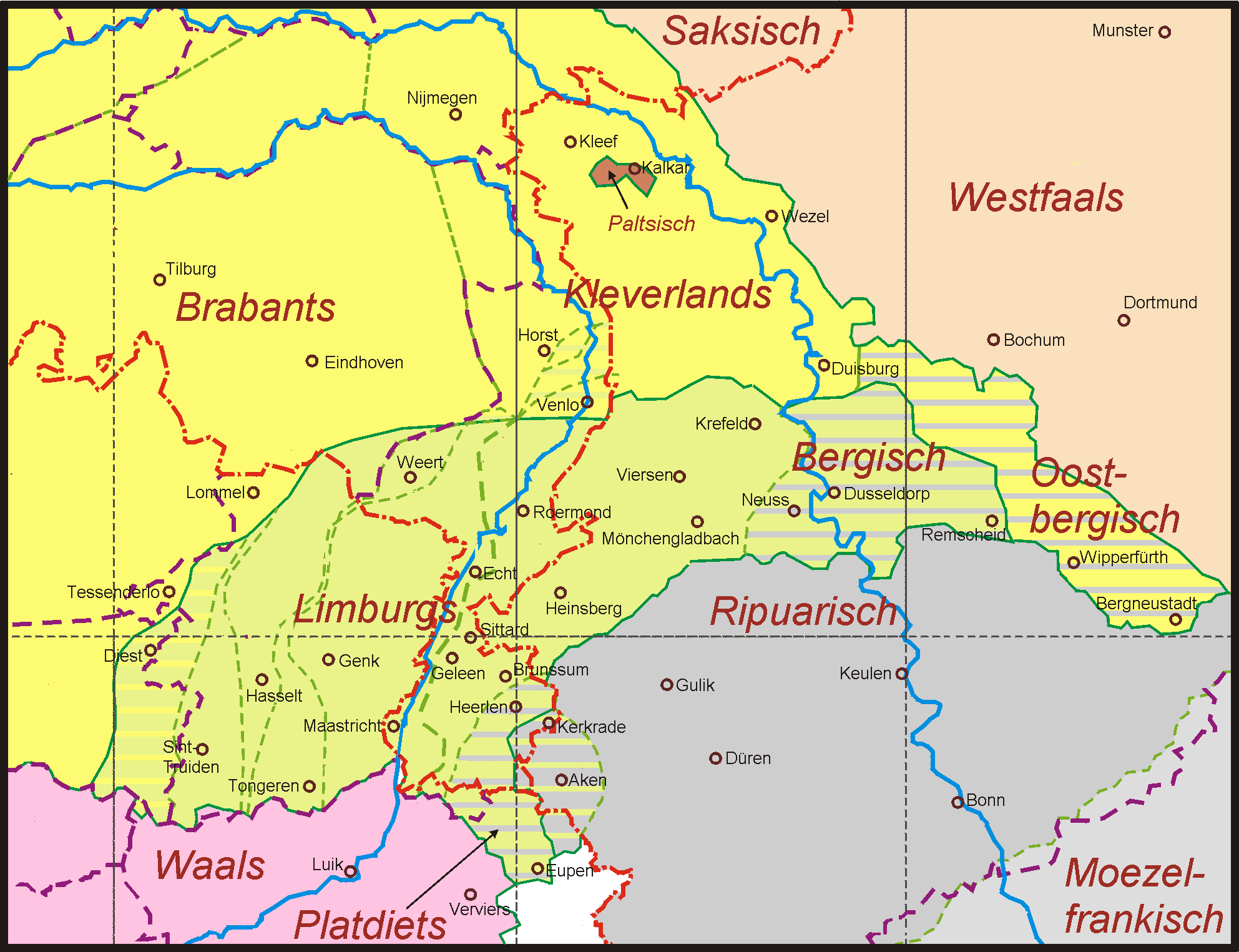
Het Kleverlands in relatie tot naburige dialecten

Kleverlands (of Kleefslands) is de verzamelnaam voor een groep onderling nauw verwante Nederfrankische dialecten die van oudsher gesproken worden in enkele delen van Oost-Nederland en het uiterste westen van Duitsland. Het gaat meer specifiek  om de gebieden Zuid-Gelderland (m.n. de Liemers en het Rijk van Nijmegen), een stukje van Nederlands Noord-Limburg (waaronder Gennep), het Land van Cuijk in Noord-Brabant en in Duitsland het Land van Kleef. Aan dit laatste gebied is ook de benaming Kleverlands/Kleefslands te danken.
Het Kleverlands wordt binnen het Nederfrankisch gerekend tot de variëteiten binnen de zuidelijk-centrale groep, samen met de Brabantse streektaal. De tot het Kleverlands gerekende dialecten zijn taalkundig dan ook het sterkst verwant aan het Brabants. In mindere mate vertonen ze overeenkomsten met het Limburgs en Nedersaksisch. 
Noordnederfrankisch is de taalkundige aanduiding voor het Kleverlands.
Met de Duitse term Kleverländisch werd oorspronkelijk specifiek het dialect van het Land van Kleef bedoeld, maar deze term is door dialectoloog Jan Goossens op de hele grensoverschrijdende regio van toepassing verklaard. Van de 17e tot ver in de 19e eeuw was het Nederlands in dit gebied gangbaar als ambtstaal, en tot aan de Tweede Wereldoorlog werd het Nederlands zelfs nog in enkele kerken als kerktaal gebruikt. De nazi's bepaalden in 1936 dat het Nederlands niet langer mocht worden gebruikt. (Omgekeerd werd in delen van Limburg tot in de 20ste eeuw de Hoogduitse kerktaal gebezigd.)

## Geografische afbakening

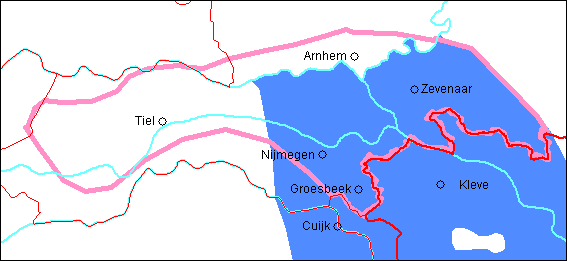
Het taalgebied van het Zuid-Gelders volgens Jo Daan (roze), vergeleken met Kleverlands volgens Goossens (blauw)

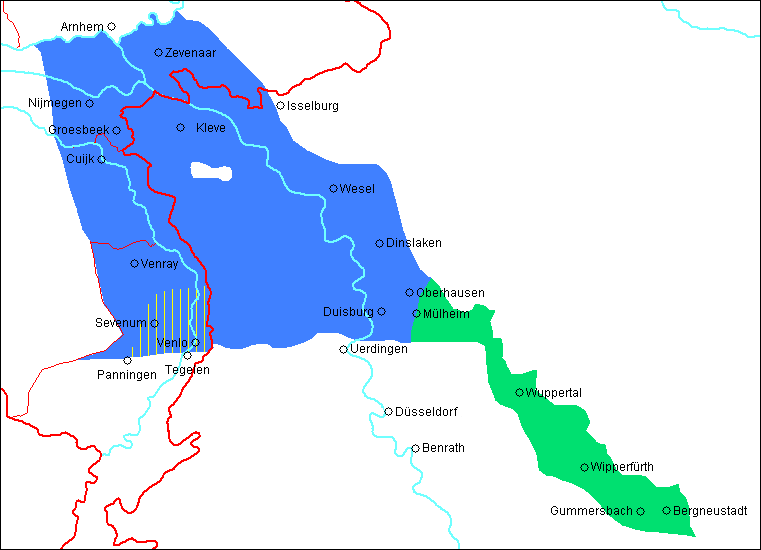
Topografische verspreiding van het Kleverlands (blauw) en Oost-Bergisch (groen), volgens de definities van Georg Cornelissen en Jan Goossens. De witte vlek binnen het taalgebied van het Kleverlands is het taaleiland van Pfalzdorf en omgeving.

De afbakening ten opzichte het Brabants is door diverse taalkundigen verschillend omschreven. Zo rekent Jo Daan het Noord-Limburgse Kleverlands (ofwel de "Brabants-Limburgse overgangsdialecten") tot het Brabants en het Gelderse Kleverlands tot het Zuid-Gelders. Anderzijds trekken Jan te Winkel, Jacques van Ginneken en Jan Goossens de grens bij de ijs/ies-isoglosse. Het Tielerwaards, Nederbetuws en het dialect van het Land van Maas en Waal worden zo ook onder het Brabants ingedeeld.
In het zuidoosten gaat het eigenlijke Kleefs langs de Nederrijn over in het Wezelse dialect en vervolgens in de dialecten van het westelijke (Rijnlandse) Ruhrgebied (Mülheim aan de Ruhr (Mölmsch), Duisburg, Oberhausen, Essen-Werden).
Het Arnhemse stadsdialect wordt volgens de indeling van Goossens niet tot het Kleverlands gerekend, hoewel dit dialect taalkundig nauwelijks verschilt van Nijmeegs (wel vallen deze beide dialecten volgens de indeling van Daan onder het Zuid-Gelders).
Enkel de meest zuidelijke dialecten van het Kleverlands rond de stad Venlo, dat wil zeggen de dialecten in het zogeheten "mich-kwartier", hebben taalkundig meer gemeen met het Limburgs. Dit "mich-kwartier", ook wel Zuid-Gelders Limburgs genoemd, wordt meestal als een afzonderlijke dialectgroep beschouwd. Deze dialecten worden weliswaar bij het Kleverlands ingedeeld, maar hebben sterke invloed ondergaan van het zuidelijker gesproken Oost-Limburgs. Nieuw onderzoek wijst er ook op dat de daadwerkelijke grens tussen het Kleverlandse en het Limburgse taalgebied in werkelijkheid noordelijker ligt, namelijk tussen Horst en Venray, en dus niet pas ten zuiden van Venlo.

### Belangrijke isoglossen
Naar het noorden is er een overgang tot het Utrechts en het Veluws. Deze grens wordt gedefinieerd door de gij/jij-isoglosse, die samenvalt met het stroomgebied van de Rijn. In het oosten vormen de dialecten van de Liemers een ongewoon brede overgangszone tussen het Nederfrankisch en het Nedersaksisch, waar ter hoogte van de Oude IJssel de eenheids-pluralislijn de dialectgrens vormt.
De diftongeringslijn (ij/ie-isoglosse, mijn/mien-linie) scheidt het Kleverlands in het westen van het Brabants, maar ook de Diest-Nijmegenlinie (ou/al-isoglosse of houden/halten) wordt daarvoor gehanteerd.
De zuidelijke scheidslijn tussen het Kleverlands en het Limburgs wordt gevormd door de Uerdinger Linie. Echter, dialecten zoals bijvoorbeeld dat van Krefeld vertonen reeds allerlei Ripuarische kenmerken, zoals esch in plaats van ik, j- aan het begin van een woord in plaats van /g/ (jedöns "gedoe"), velarisatie van dentalen (onger "onder"), en de typische betekenisonderscheidende betoning die zowel de Limburgse als de Ripuarische dialecten kenmerkt.

## Voorbeelden
- „Ek heb noch efkes afgewaachd, ob dat, wach’e min seggen wold.“
  - „Ich habe noch kurz abgewartet, was du mir sagen wolltest.“
  - (Ndl.) „Ik heb nog even afgewacht wat je me zeggen wou.“
- „En den Wenter stüwe di drööge Bläär dörr de locht eröm“ (Georg Wenker Satz 1)
  - „Im Winter fliegen die trockenen Blätter in der Luft herum.“
  - (Ndl.) „In de winter waaien de droge bladeren rond in de lucht.“
- „Et sall soon üttschaije te shnejje, dann werd et wäär wer bäter.“ (Wenker Satz 2)
  - „Es hört gleich auf zu schneien, dann wird das Wetter wieder besser.“
  - (Ndl.) „Het zal zo ophouden met sneeuwen, dan wordt het weer weer beter.“
- „Hej es vörr vier of säss wääke gestörwe.“ (Wenker Satz 5)
  - „Er ist vor vier oder sechs Wochen gestorben.“
  - (Ndl.) „Hij is vier of zes weken geleden gestorven“
- „Het füür was te hätt, die kuuke sinn ja an de onderkant heel schwaort angeschröt.“ (Wenker Satz 6)
  - „Das Feuer war zu heiß, die Kuchen sind ja unten ganz schwarz gebrannt.“
  - (Ndl.) „Het vuur was te heet, de koeken zijn aan de onderkant helemaal zwart aangebrand.“
- „Hej dütt die eikes ömmer sonder salt än pääper ääte.“ (Wenker Satz 7)
  - „Er isst die Eier immer ohne Salz und Pfeffer.“
  - (Ndl.) „Hij eet de eitjes altijd zonder zout en peper. / Hij doet de eitjes altijd zonder zout en peper eten.“

De Duisburger Johanniter Johann Wassenberch heeft in de 15e en 16e eeuw regelmatig aantekeningen over plaatselijke en wereldwijde gebeurtenissen vastgelegd, die ons inzicht geven in hoe er in die tijd in het Kleverlandse gebiedsdeel gesproken werd:
's doenredachs dair nae woerden die twe gericht ende op raeder gesatt. Eyn gemeyn sproeke: 'Dair nae werck, dair nae loen.' Die ander vyf ontleipen ende entquamen dat doch nyet goit en was.
(oe, oi = oe of oo; ai, ae = aa)
Dld.„Am Donnerstag danach wurden die zwei gerichtet und auf Räder gesetzt. Ein bekannter Spruch: 'So wie das Werk, so der Lohn.' Die anderen fünf flohen und entkamen, was nicht gut war.“
Nld.„De volgende donderdag werden de twee veroordeeld en op raderen gezet. Een bekend gezegde: 'Zoals het werk, zo is het loon.' De andere vijf ontliepen [het] en ontkwamen, wat toch niet goed was.“

## Varianten binnen het Kleverlands
In Duitsland vormt het Kleverlands het noordelijkste deel van het Nederfrankische taalgebied. Het omvat de dialecten van Kleef, Goch, Kevelaer, Straelen, Meurs, Vluyn en Rijnberk (Rheinberg). Ook in Duisburg wordt het Kleverlands gesproken, maar het Duisburgse stadsdialect hoort zelf niet bij het Kleverlands. Kleefs is het stadsdialect van de stad Kleef.
Onderling verschillen de genoemde dialecten, deze verschillen liggen vooral in de verandering van de oude West-Germaanse lange klinkers en diftongen /i:/, /u:/, /au/ en /ai/
Regionale verschillen tussen de Kleverlandse Dialecten
| Nederlands | Kleefs | Gochs | Rijnberks | Straelens | Vluyns | Duisburgs | Limburgs | Hoogduits |
| ---------- | ------ | ----- | --------- | --------- | ------ | --------- | -------- | --------- |
| tijd       | tiit   | tit   | tit       | tiit      | tiit   | tiit      | tied     | Zeit      |
| huis       | huus   | hüs   | hüs       | huus      | huus   | hoes      | hoes     | Haus      |
| kruid      | kruut  | krüt  | krüt      | kruut     | kruut  | krout     | kroed    | Kraut     |
| boom       | boom   | boom  | boom      | buem      | boum   | boum      | boum     | Baum      |
| been       | been   | been  | been      | bien      | bein   | bein      | bein     | Bein      |

## Ontwikkelingen begin 21e eeuw
De taalkundigen en dialectologen Giesbers en Cornelissen hebben begin 21e eeuw geconstateerd dat het Kleverlands onder druk stond en dat de Nederlands-Duitse rijksgrens steeds meer ook een taalgrens was geworden: waar vroeger nog huwelijken over de grens werden gesloten, was dat omstreeks 2008 niet meer het geval. Met name in Duitsland was het Kleverlands toen sterk aan het vergrijzen, de jeugd spreekt een Rijnlands regiolect.
De Stichting Gelders Kleverlands ijvert er sinds 2023 voor om het Kleverlands als streektaal erkend te krijgen volgens het Europees Handvest voor regionale talen of talen van minderheden van de Raad van Europa, deel II. De Stichting organiseerde daartoe op 24 maart 2023 een symposium in Zevenaar. Daar werd haar manifest "Het Kleverlands in Gelderland. Een dialect tussen de wal en het schip" gepresenteerd. De Stichting ondervindt steun van een groot deel van de gemeenten in het taalgebied en van de provincie Gelderland.

## Het 'gat' van Pfalzdorf
Ten zuiden van Kleef bevindt zich een "taaleiland" in het Kleverlandse taalgebied, op de bovenstaande kaarten met een witte vlek aangegeven. Het betreft hier de omgeving van Pfalzdorf, Louisendorf en Neulouisendorf, gelegen tussen de plaatsen Goch, Kalkar en Kleef. Pfalzdorf werd in de 18e eeuw gesticht door een groep protestanten uit Bad Kreuznach en Simmern in de Keurpalts, die via de Nederlanden naar Amerika wilden reizen. Bij Schenkenschans werd hun echter de doortocht door Nederland geweigerd en zo zijn ze in het land van Kleef blijven steken. Van de stad Goch kregen ze in 1741 een stukje heide toegewezen waar ze zich hebben gevestigd. 
Omdat het een protestants dorp in een katholieke streek betrof, heeft de groep haar eigen Paltsische dialect nog lange tijd kunnen handhaven. Dit dialect, een mengvorm van Rijnfrankisch en Moezelfrankisch, wordt echter door de huidige nieuwere generaties nog nauwelijks gesproken.